# Movimento Studentesco (organizzazione)

Occupazione dell'Università Statale di Milano da parte di studenti del Movimento studentesco

Manifestazione del Movimento Studentesco nella Galleria Vittorio Emanuele II a Milano

Movimento Studentesco (MS) fu un'organizzazione studentesca di sinistra extraparlamentare nata all'Università Statale di Milano in concomitanza al movimento del Sessantotto.

## Organizzazione e ideologia
Sebbene l'espressione "movimento studentesco" in senso lato fosse presente in moltissimi atenei e istituti superiori italiani, la sigla MS indicò sempre l'organizzazione milanese, la cui impostazione ideologica era influenzata dal marxismo-leninismo e dal maoismo espressi in chiave movimentista, distinguendosi perciò dall'operaismo di Lotta Continua e Potere Operaio (nonché in seguito Autonomia Operaia) e dal trockismo di Avanguardia operaia. Come linee guida ideologiche del movimento sono da citare, inoltre, l'antimperialismo e il terzomondismo.
In genere le sue linee di azione si basarono sulle assemblee, tendendo a rifiutare le impostazioni verticistiche, ma richiedendo la loro approvazione nelle assemblee studentesche. Concetti simili influenzarono anche la sua struttura organizzativa, molto più precisa e organizzata delle altre strutture spontanee cresciute nel periodo.
La natura assembleare del Movimento Studentesco e il fatto di essere esposto a un elevato ricambio delle persone militanti, connesso al piano di studi degli aderenti, in maggioranza studenti, resero sempre complessa la formazione delle attività e delle opinioni. Nonostante tali caratteristiche, si distinse un gruppo dirigente ristretto composto da alcune decine di militanti, fra i quali emersero le figure di Mario Capanna (destinato a una lunga carriera politica), Salvatore Toscano (il maggiore ideologo del MS), Luca Cafiero, Giuseppe Liverani e Fabio Guzzini.

## Storia

### Inizi e uscita dall'ambito universitario verso la società
All'inizio degli anni sessanta l'incremento del livello culturale e la maturazione della società permisero agli studenti medi e universitari di chiedere delle riforme e di ottenere maggiore partecipazione alle decisioni che riguardavano le attività scolastiche.
L'attività del Movimento Studentesco iniziò ufficialmente all'inizio del 1968 e proseguì fino al 1976. La composizione iniziale era costituita da studenti della borghesia milanese di orientamento politico di sinistra. 
Nei giorni 10-11 marzo 1968 il Movimento Studentesco tenne un dibattito all'Università Statale di Milano. Ne conseguì la decisione di uscire dall'ambito studentesco per aprirsi ai problemi della società, in particolare del mondo del lavoro. Mantenne tuttavia una autonomia rispetto agli operai, ritenendo il proprio ruolo vicino ma esterno alla classe operaia, da influenzare senza esserne assorbiti.

### Divergenze interne
Il 15 gennaio 1971 il Movimento Studentesco tenne un'assemblea presso l'aula magna della Statale, durante la quale emersa una prima crisi interna con l'emergere di una posizione moderata, minoritaria, guidata da Giuseppe Saracino. Il gruppo facente capo a Saracino presentò in realtà una mozione di astensione (mozione pepe) ispirata al pensiero di Rudi Dutschke e alla sua lunga marcia nelle istituzioni; la votazione si concluse con 445 astenuti, 220 favore e 1 contro.
Nel gennaio-febbraio 1974, in seguito a una discussione, in parte riguardante la figura di Stalin, Capanna, Fabio Guzzini e Giuseppe Liverani si dimisero dal gruppo dirigente, accelerando un processo di crisi. Alla guida del movimento rimasero Cafiero e Toscano.
Alla fine di ottobre del 1974, dopo un lungo dibattito interno, un folto gruppo di quadri dirigenti (circa 300) si allontanò dal Movimento Studentesco, con un manifesto murale intitolato "Perché usciamo dal Movimento Studentesco". In questo modo il "Coordinamento dei Comitati antifascisti" di Milano divenne un organismo del tutto indipendente.
Dopo un periodo di crisi e di dibattiti, il 1º febbraio 1976 il Movimento Studentesco si trasformò in Movimento Lavoratori per il Socialismo, di cui Salvatore Toscano fu primo segretario. È un passo verso la trasformazione in partito e l'avvicinamento alla politica parlamentare, abbandonando la politica extraparlamentare.
A sua volta questo movimento si fonderà nel 1981 con il Partito di Unità Proletaria completando il passaggio nel campo parlamentare. Ma il vero apporto "parlamentarista" avverrà all'interno di Democrazia Proletaria, della quale Mario Capanna sarà prima coordinatore e poi (1984-1987) segretario.

### Avvenimenti particolari

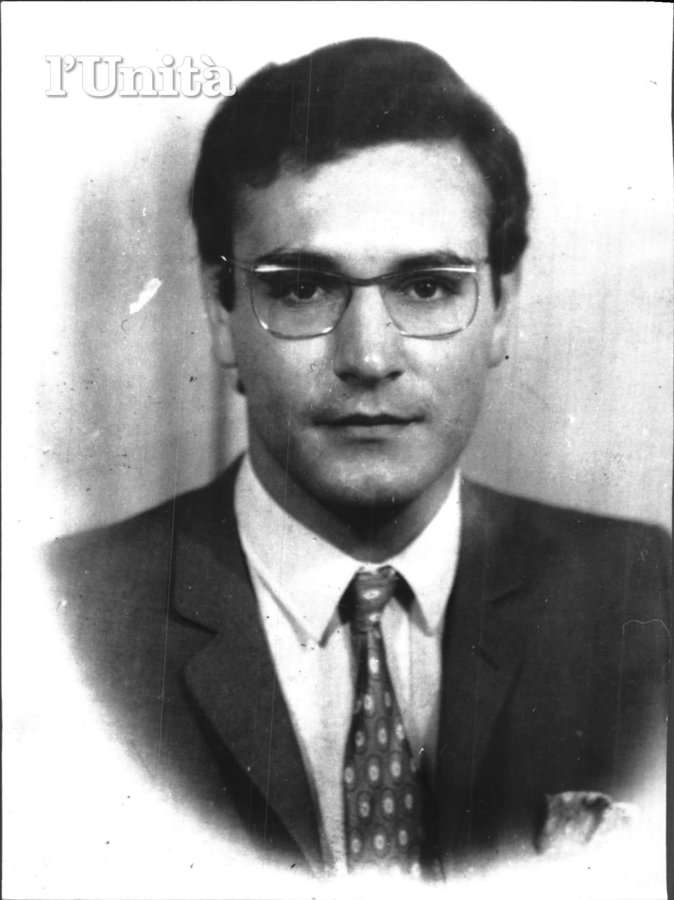
Manifestazione dopo la morte di Roberto Franceschi a Milano

Il 1º febbraio 1972 ci fu una grande manifestazione del Movimento Studentesco a Milano.
Mario Capanna tenne un forte comizio conclusivo.
Il 23 gennaio 1973 davanti all'Università "Bocconi" di Milano, durante scontri tra forze dell'ordine e giovani della sinistra extraparlamentare, viene ferito gravemente alla nuca con un colpo d'arma da fuoco il ventunenne Roberto Franceschi, militante del Movimento Studentesco; Franceschi morirà il 30 gennaio. Oggi c'è un monumento che lo ricorda sul luogo nel quale è caduto.
Il 5 febbraio 1973 tre esponenti del movimento Studentesco, Mario Capanna, Fabio Guzzini e Giuseppe Liverani, vengono arrestati per aver aggredito, il precedente 25 gennaio, Giuseppe Schiavinato, l'allora rettore dell'Università Statale di Milano.
Il 16 aprile 1975 viene ucciso a Piazza Cavour a Milano Claudio Varalli (17 anni), militante del Movimento Studentesco, dal neofascista Antonio Braggion. Nei giorni successivi la repressione delle manifestazioni di protesta porteranno all'uccisione di altri giovani della sinistra extraparlamentare: il 17 aprile a Milano Giannino Zibecchi, docente di educazione fisica e militante del Comitato Antifascista del Ticinese, verrà schiacciato da un camion dei carabinieri; il 18 aprile, a Firenze, un agente in borghese ucciderà, con un colpo di rivoltella, un militante del PCI, Rodolfo Boschi.

## Servizio d'ordine
Il Movimento disponeva di un forte servizio d'ordine, assai ben organizzato, i cui membri erano chiamati katanga o katanghesi, riprendendo il soprannome attribuito dai mezzi di informazione agli omologhi del servizio d'ordine dell'occupazione della Sorbona nel '68, a sua volta originato dal fatto che uno dei capi dei katanghesi parigini aveva asserito scherzosamente di essere un ex mercenario belga che aveva combattuto in Congo, nella provincia secessionista del Katanga. Il servizio d'ordine dell'MS aveva il compito di far rispettare ai cortei i limiti di percorso imposti dalla Questura o dalla Prefettura e di sorvegliare lo svolgersi delle manifestazioni, bloccando sul nascere eventuali azioni violente di qualche esagitato o difendendo i partecipanti ai cortei da aggressioni esterne. Frequenti erano gli scontri con gruppi neofascisti, ma non mancarono occasioni di confronto fisico anche con forze di polizia o con altri gruppi dell'estrema sinistra come Avanguardia Operaia.

## Esponenti
Fra gli esponenti del Movimento Studentesco ci furono:
- Mario Capanna
- Luca Cafiero
- Sergio Cofferati, futuro segretario generale della CGIL
- Paolo Gentiloni, Roma, futuro Presidente del Consiglio e poi Commissario europeo a Bruxelles.
- Alfonso Gianni
- Giuseppe Liverani
- Gino Strada, fondatore di Emergency
- Salvatore Toscano
- Ramon Mantovani
- Barbara Pollastrini
- Luciano Pettinari
- Valerio Calzolaio
- Giovanna Capelli
- Erminio Quartiani
- Pietro Mita